# Новокривошеинское сельское поселение
Новокривошеинское се́льское поселе́ние — муниципальное образование в Кривошеинском районе Томской области Российской Федерации.
Административный центр — село Новокривошеино.

## История
Статус и границы сельского поселения установлены Законом Томской области от 10 сентября 2004 года № 203-ОЗ О наделении статусом муниципального района, сельского поселения и установлении границ муниципальных образований на территории Кривошеинского района.

## Население
| 2002 | 2010 | 2012 | 2013 | 2014 | 2015 | 2016 |
| ---- | ---- | ---- | ---- | ---- | ---- | ---- |
| 1111 | ↘945 | ↘918 | ↘917 | ↘859 | ↘856 | ↘847 |
| 2017 | 2018 | 2019 | 2020 | 2021 |      |      |
| ↗851 | ↘843 | ↘834 | ↘804 | ↘719 |      |      |

## Состав сельского поселения
| № | Населённый пункт | Тип населённого пункта       | Население |
| - | ---------------- | ---------------------------- | --------- |
| 1 | Малиновка        | село                         | ↘218      |
| 2 | Новокривошеино   | село, административный центр | ↘501      |